# L et M わたしがあなたを愛する理由、そのほかの物語
『L et M わたしがあなたを愛する理由、そのほかの物語』（エルとエム わたしがあなたをあいするりゆう そのほかのものがたり）は2012年2月1日より毎週月曜日にBeeTVで配信されたドラマ。全12話×2ストーリー、各話5分 - 7分。

## キャスト
- 絵瑠（L）・絵夢（M）（一人二役）：沢尻エリカ
- 橘真一：村上淳
- 倉田啓：中村蒼
- アキ：岡田義徳
- ：遠藤要
- ：久保田裕之
- ：袴田吉彦
- ：坂東工
- ：山本ひかる
- ：misono
- ：村川絵梨
- ：平田薫
- ：平田裕一郎
- ：丸高愛実
- ：田中知之（FPM）
- 橘紗子 ：入山法子
- 柏崎基 ：津田寛治

## スタッフ
- 監督：寒竹ゆり
- 脚本：寒竹ゆり、鎌田智恵
- 主題歌：東方神起「One More Thing」(avex trax)
- 製作：柳崎芳夫
- プロデューサー：三宅裕士、宇田充、渡辺和昌
- ファッション・プロジェクト統括：平松圭
- 特別協力：sweet編集部(宝島社)、GLAMOROUS編集部(講談社)
- 協賛：イエーガーマイスター
- 制作：WOWOW、アスミック・エース、ブロードマークス

## 関連商品
- ノベライズ
  - 市川しんす『L et M わたしがあなたを愛する理由、そのほかの物語』祥伝社〈祥伝社文庫〉ISBN 978-4396380762